# Портрет Карла V у кріслі
«Портрет Карла V в кріслі» (нім. Kaiser Karl V) — картина Тіціана. У цьому портреті митець проявив себе як зрілий художник, мислитель й проникливий спостерігач людської натури і заклав основи композиційної схеми іспанського парадного портрета.

## Історія створення
Історія взаємовідносин художника та імператора налічує багато років. Своїм добробутом і репутацією Тиціан багато в чому був зобов'язаний Карлу V. Руці художника належать також декілька портретів імператора.
1530 року Карл прибув до Болоньї з приводу своєї коронації імператорською короною. Тоді Тиціан написав перший портрет імператора. Картина не збереглась — відомо лише, що це був поясний портрет у парадних обладунках, прикрашених орденом Золотого руна, і що він послужив іконографічною моделлю портрета воїна-переможця. За цей портрет імператор запропонував винагороду в один дукат, до якого Федеріко Гонзага, герцог Мантуанський, додав ще 150 з власної кишені. Очевидно, портрет не надто сподобався.
За два роки, коли Карл V знову опинився у Болоньї, Тиціан пише для імператора дві картини — так званий «Портрет Карла V з собакою» (за зразком Якоба Зайзенеггера), а також «Портрет Іпполіто Медичі в угорському костюмі» (Флоренція, галерея Палатіна), що зображує імператорського полководця. На портреті імператора Тиціан вперше у своїй творчості використовує іконографічний тип зображення людської фігури на портреті у повний зріст.
Репутація Тиціана як художника після написання цієї картини зміцнилась ще сильніше. В листі до Фердинанда I від 1534 року посол імператора у Венеції Лопе де Сорія відгукнувся про нього як про «найкращого у світі маляра з натури» й повідомив про бажання Карла V позувати ще для одного портрета. Високу оцінку творчості художника підтвердив і сам Карл V в листі 1536 року до Педро де Толедо, маркіза Вільяфранка й віце-короля Неаполя, назвавши його «першим живописцем», який «і нині таким залишається».

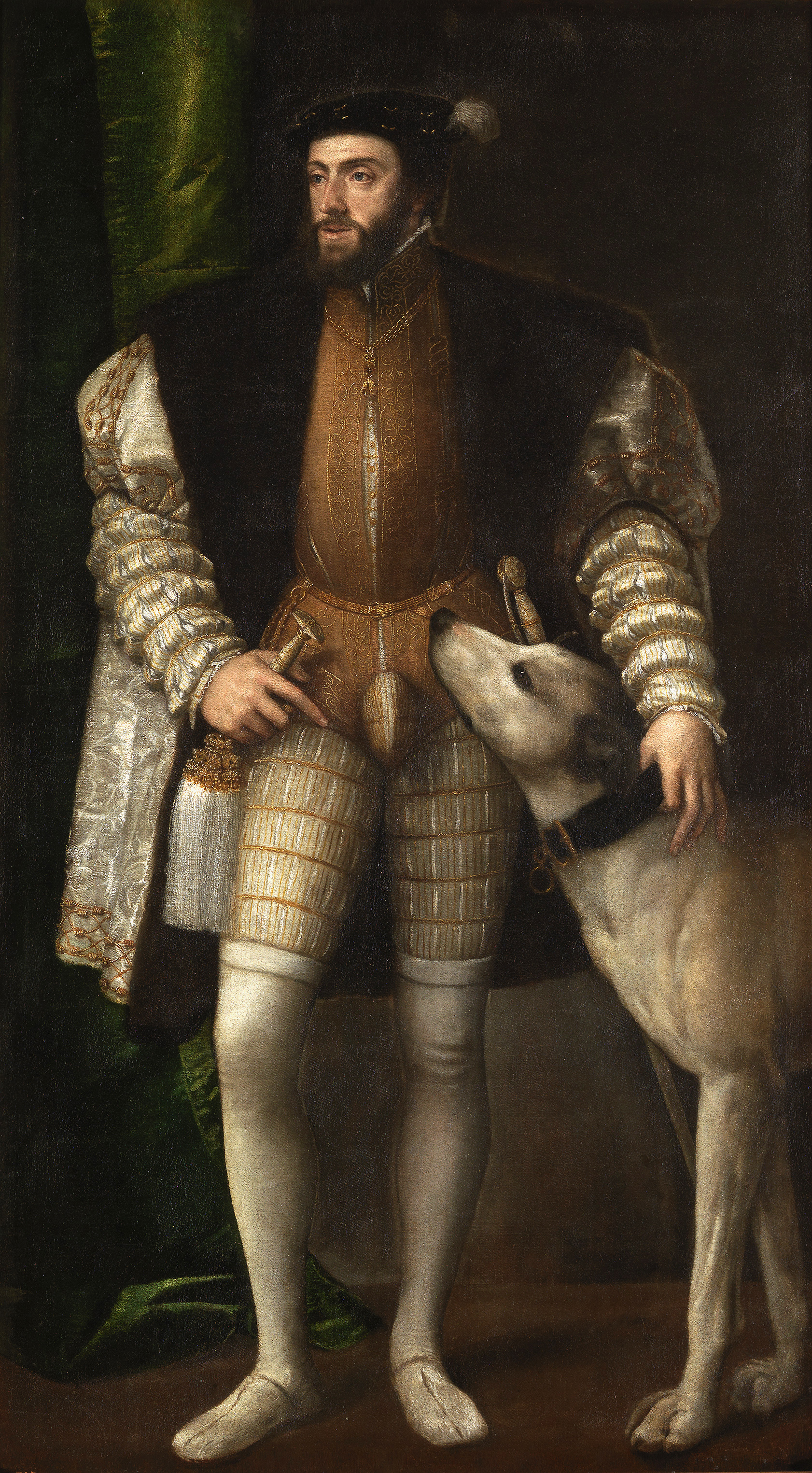
«Імператор Карл V з собакою», Музей Прадо

Тіціан. «Карл V у битві під Мюльбергом». 1548. Музей Прадо. Мадрид

Але наступні 10 років замовлень більше не надходить, поки влітку 1543 року під час аудієнції, даної імператору папою Павлом III, (чий портрет Тиціан саме тоді писав — нині у Неаполі, музей Каподімонте), Карл V знову не зустрів художника й не замовив йому портрет імператриці. Трохи згодом Тиціан починає також роботу над «Венерою», призначеною для Карла, а в січні 1548 року приїжджає до Аугсбургу, де після перемоги під Мюльбергом імператор скликав Рейхстаг, і починає свій другий портрет імператора — «Імператор Карл V у битві під Мюльбергом» (Прадо), що увіковічив цю перемогу і став зразком іншого типу парадного портрета — кінного, на багато століть. Вважається, що ідея такої іконографії прийшла в голову самому імператору.
Того ж року в Аугсбурзі Тиціан створює «Портрет імператора Карла V в кріслі», який немовби є психологічним панданом й одночасно антитезою кінному портрету, представляючи правителя у приватній обстановці. Роботи Тиціана в Аугсбурзі, де він пише ще низку парадних портретів, завершуються в жовтні 1548 року. Цей портрет вважався приватним й був надісланий у подарунок родичу, курфюрсту Баварії в Мюнхен, де й зберігається до сьогодення.

## Опис полотна
Могутній володар половини тодішнього світу  зображений у кріслі, одягнений у все чорне, без будь-яких королівських атрибутів влади, зовні практично не відрізняється від багатого купця. Лише орден Золотого руна (вищої відзнаки, що дарувалась знатним особам герцогом Бургундії) на його грудях і шпага вказують на шляхетне походження. Орден Золотого руна було засновано прадідом Карла V герцогом Філіпом Добрим й до початку XVIII століття буде з'являтись на портретах всіх іспанських королів з роду Габсбургів, часто слугуючи їхньою єдиною прикрасою (див. наприклад «Портрет Філіпа IV» Рубенса або «Портрет Карлоса II в одежі магістра Ордена Золотого руна» Хуана Карреньйо де Міранди).
Простота зображення підкреслює високе становище зображеної на картині людини, поряд із композиційними засобами, що вказують на його значимість: повнофігурний портрет у кріслі — до цього був лише привілеями пап і формат полотна, витягнутого по вертикалі, використано таким чином, що приблизно чверть простору картини над головою монарха лишається порожньою.
Просторові паузи, підкреслені вертикалі, співвідношення фігури й видимого у вікні далекого пейзажу покликані возвеличити образ імператора в межах заданої схеми портретного задуму. У глядача виникає почуття широкості простору, величини, незалежності, яке переноситься на зображеного на полотні імператора. Чорний одяг подано у глибокому, похмурому контрасті з червоним кольором килима на підлозі. Фігура імператора здається зображеною у просторі великої зали верхнього поверху, а стіна з килимом за ним ніби натякає на балдахін трону.
48-літній Карл виглядає людиною, що рано постаріла, на блідому обличчі лежить печатка ваги його високого рангу. Але Тиціан бачить не втомленого старого, не хворого втомленого монарха, який в ту пору вже думав про зречення. Його тілесна слабкість здається незначною у порівнянні з духовною силою, що явно відчувається у погляді з-під злегка припіднятих брів його глибоко посаджених очей. Зморшка на чолі й тонкі губи виявляють максимальну концентрацію, а в кутах роту можна вгадати сліди посмішки. Худе, жовто-блідне обличчя хоч і видає страждання, спричинені подагрою, але одночасно виявляє постійне напруження волі, рішучу твердість характеру.
На відміну від «Кінного портрета», тут не помітно парадності й репрезентативності, лише увічнення індивідуальної людської особистості з прекрасною психологічною майстерністю. «Кінний портрет» слугує прекрасною ілюстрацією того факту, що вислів «імперія, де ніколи не заходить сонце», вперше було вжито стосовно держави Карла V. А «Портрет у кріслі» краще супроводити рядками німецького історіографа:
|  | В останні роки свого життя Карл V страждав на подагру й глибоку меланхолію, що часто переходила на короткий час у божевілля й була, ймовірно, драматичним наслідком хвороби його нещасної матері. (Шлоссер Ф.) |

На відміну від решти тиціанівських портретів Карла V, на цьому полотні вже лежить помітний відбиток бурхливої епохи, що прийшла за усміхненим відродженням, з її бентежністю й пригніченістю, що й відчувається Тиціаном як початок трагедії.

### Внесок Сустріса
Нещодавня рентгенограма відкрила записи, зроблені в майстерні Тиціана чужою рукою, можливо Ламбертом Сустрісом, який допомагав закінчити портрет. Задум не було здійснено до кінця за рахунок живописного виконання, зробленого художником середньої руки. І все ж портрет лишається найцікавішим художнім пам'ятником своєї епохи.